# 天寿園

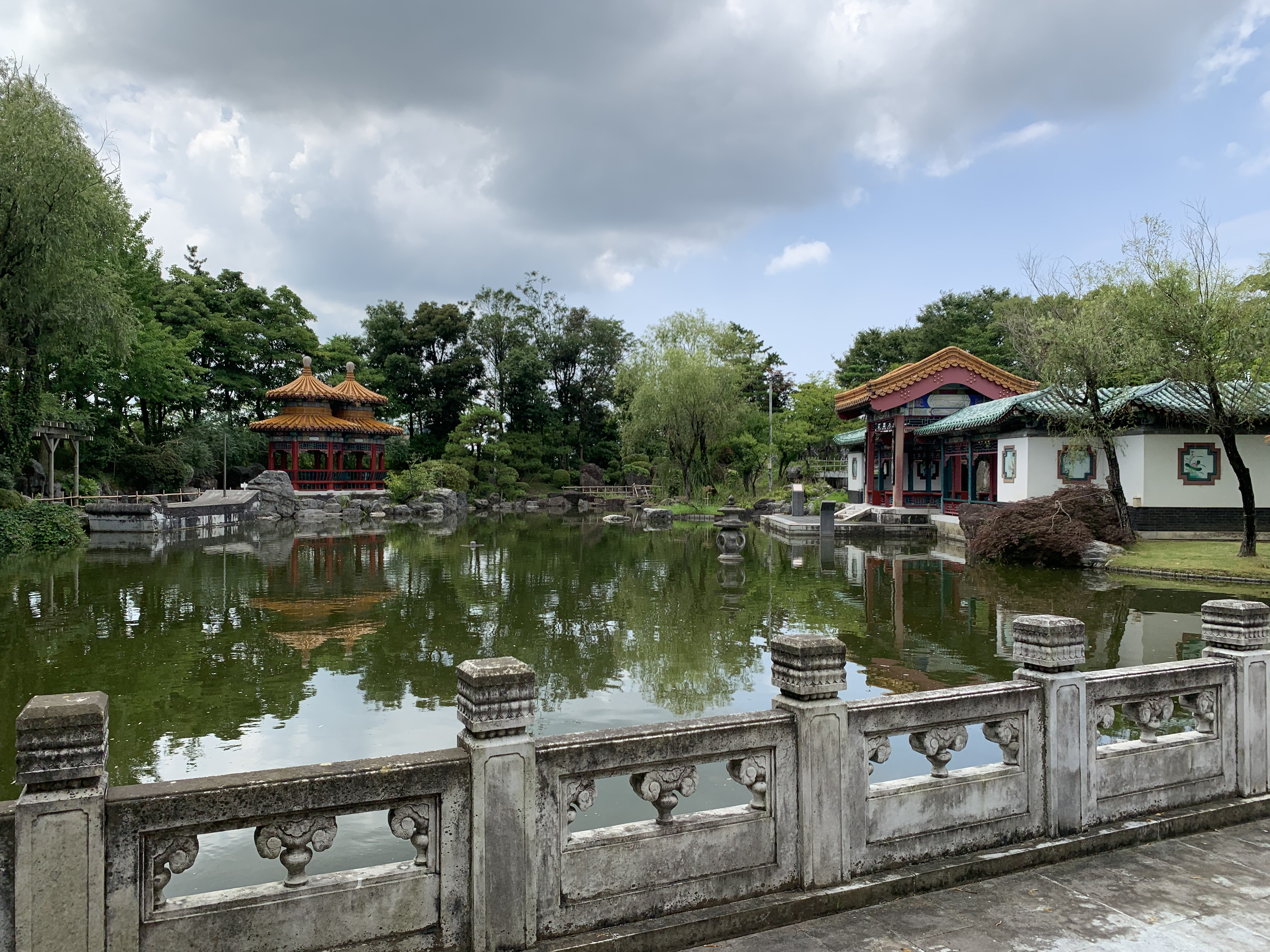
天寿園の中国庭園

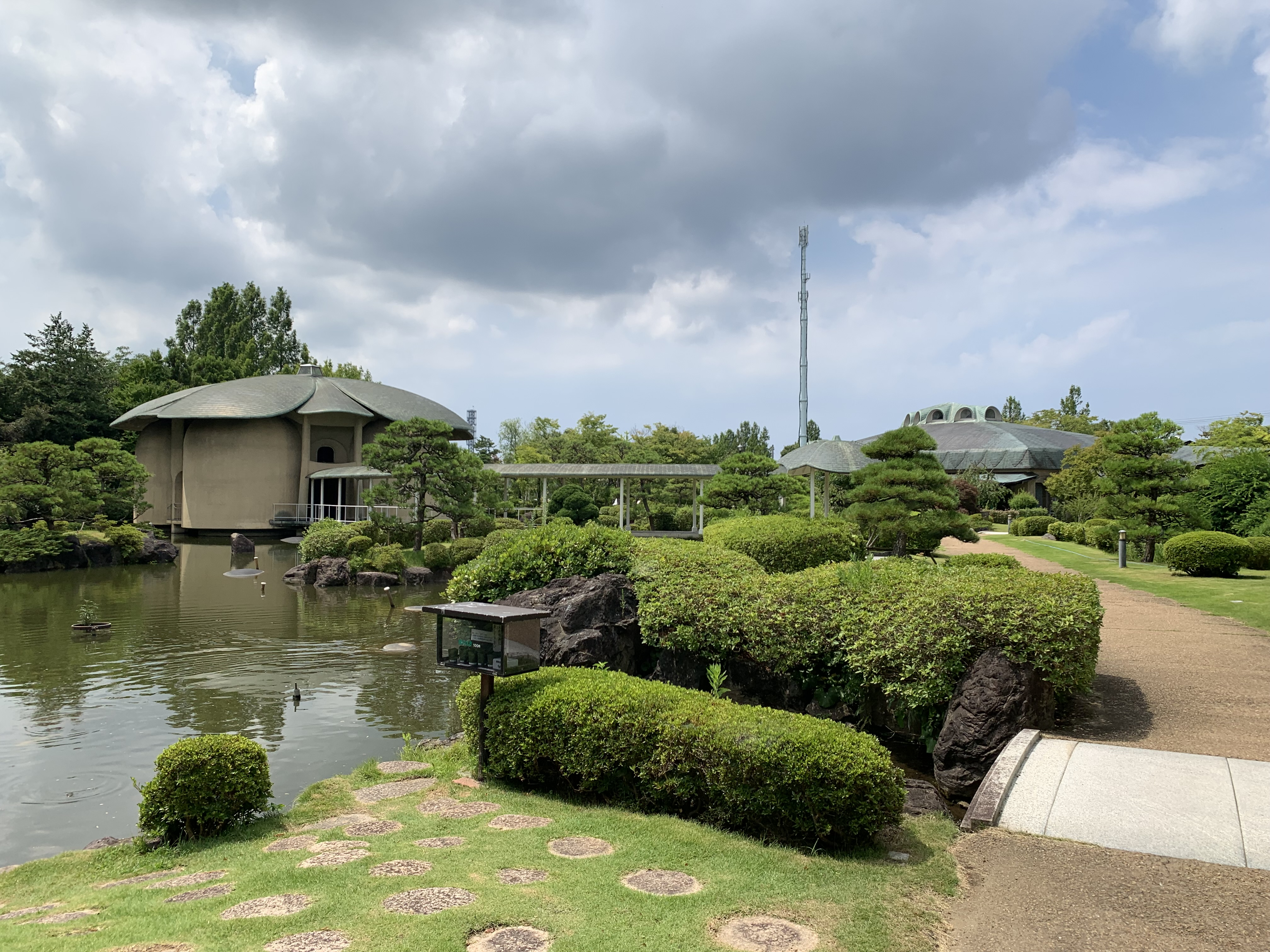
天寿園の日本庭園

天寿園（てんじゅえん）は、新潟県新潟市中央区清五郎にある中国庭園と日本庭園からなる観光庭園。1988年（昭和63年）に建設業者によって開園し、1995年（平成7年）以降は市有の施設として開放されている。

## 概要
糸魚川市に本社を置く谷村建設が1988年（昭和63年）、亀田郷土地改良区が保有する清五郎潟北側の用地を埋め立てて建設・開園。同社の社長が1984年（昭和59年）、北京市に日本庭園「翠石園」を寄贈したことがきっかけとなり、中国庭園部分の建設は北京市の協力によって建設された。
中国庭園は北京市園林局の技術者が設計し、皇族園林などの庭園の配置が取り入れられた8か所の風景区から構成。一方で日本庭園は中根金作が設計し、山水庭園の中央には村野藤吾が携わった「瞑想の館」が設けられた。このほか、軽食サービスのあるレストハウスや「椅子の美術館」を備えた形でオープンした。
入園料有料の施設として開園したが、不況下で経営悪化し1994年6月に閉園。NEXT21内のレストランなど他の事業についても整理されることとなった。その後1995年に市有化され同年8月より再開・無料開放となった。
なお、同時期には新潟市も友好都市ハルビン市との間で「庭園交換」を行い、鳥屋野潟南部に中国庭園を建設する計画があったが、計画の一本化には至らなかった。

## 交通アクセス
- 新潟交通 S7 スポーツ公園線（新潟駅南口発着） 「天寿園前」バス停より徒歩すぐ
- 国道8号（新潟バイパス）女池ICより車で約7分
- 磐越自動車道 新潟中央ICより車で約3分

## 周辺
- 鳥屋野潟公園
  - 新潟県スポーツ公園
    - 新潟スタジアム（ビッグスワン）
    - 新潟県立野球場
- いくとぴあ食花
- 新潟市産業振興センター
- 新潟市アイスアリーナ